# Chlumec nad Cidlinou
Chlumec nad Cidlinou (tyska: Chlumetz an der Zidlina) är en stad i Tjeckien. Den ligger i regionen Hradec Králové, i den centrala delen av landet, 70 km öster om huvudstaden Prag. Chlumec nad Cidlinou ligger 222 meter över havet och antalet invånare är 5 412 (2016).
Terrängen runt Chlumec nad Cidlinou är platt. Runt Chlumec nad Cidlinou är det ganska tätbefolkat, med 52 invånare per kvadratkilometer. Närmaste större samhälle är Přelouč, 14,6 km sydost om Chlumec nad Cidlinou. Trakten runt Chlumec nad Cidlinou består till största delen av jordbruksmark.
Trakten ingår i den hemiboreala klimatzonen. Årsmedeltemperaturen i trakten är 8 °C. Den varmaste månaden är juli, då medeltemperaturen är 20 °C, och den kallaste är januari, med −6 °C.